# Dennis Flemming
Dennis Flemming (* 17. Dezember 1996 in Basseterre) ist ein Fußballspieler von St. Kitts und Nevis.

## Karriere

### Klub
Seit spätestens der Saison 2016/17 war er mit Pausen beim Newtown United FC aktiv und wechselte zum Jahresanfang 2019 zu den Village Superstars, wo er auch heute noch aktiv ist.

### Nationalmannschaft
Seinen ersten Einsatz in der A-Nationalmannschaft von St. Kitts und Nevis erhielt er am 2. Dezember 2017 bei einem 1:0-Freundschaftsspielsieg über Grenada. Sein bislang einziger weiterer Einsatz war am 25. März 2022 bei einer 0:1-Freundschaftsspielniederlage gegen Andorra.